# 襄南镇
襄南镇，是中华人民共和国甘肃省定西市通渭县下辖的一个乡镇级行政单位。
2017年，甘肃省民政厅批复同意撤销襄南乡，设立襄南镇。

## 行政区划
襄南镇下辖以下地区：
马店村、利沟村、祁尧村、东山村、令山村、连川村、黑石头村、黎庄村、高店村、东风村、大新村、元坪村、东坪村、杨堡村、文堡村、祁庄村、王岔村、瓦洒村和前湾村。